# Marta Rius
Marta Rius, född i Sant Feliu de Llobregat, är en katalansk (spansk) singer-songwriter och musiker. Efter en karriär i folkpop-gruppen Sol i Serena har hon sedan 2013 givit ut tre album med folkpop under bandnamnet La Marta Rius.

## Biografi
Marta Rius (även känd som la Marta Rius på katalanskt vardagsmaner) har sedan tidigt varit inblandad i olika musik- och teaterprojekt. Hon blev sångare i musikgruppen Sol i Serena, som 2003 presenterade sin första musikproduktion och 2007 respektive 2009 presenterade ett par fullängdsalbum. Vid sidan av sången har hon annars hanterat bland annat dragspel, xylofon och speldosa.
2013 kom hennes debutalbum i egen regi. Den egenutgivna No em deixis caure ('Låt mig inte falla') innehöll 13 låtar à la folkpop och producerades av Florenci Ferrer ("Fluren"). Marta Rius sjöng och spelade xylofon och diverse slagverk, medan andra instrument skötes av Ferrer, Santos Berrocal, Guillem Ballaz och Queralt Camps. Albumet hade delfinansierats via gräsrotsfinansiering hos Verkami.
Senvintern 2020 släpptes hennes andra egna album, med titeln Ànima salvatge ('Vild ande'), på bolaget U98 Music. Albumet blev beskrivet som en blandning av vispop och folkpop med "båda fötterna på jorden". I samband med skivsläppet presenterades på Youtube inledningen av en "situationskomedi" i tolv avsnitt – ett för varje låt på skivan – med skådespelare som Bruno Oro (känd från Polònia), Anna Roig och Joan Dausà. Lanseringen av albumet försvårades dock av den svåra coronaviruspandemin, vilket dock medförde andra möjligheter. Några månader senare nominerades hennes nyskrivna "Ja ho saps" ('Nu vet du') av branschtidningen Enderrock som en av årets "nedstängningslåtar."
Marta Rius har genom åren även samarbetat och sjungit duett med artister som Quart Primera och Nico Roig. Utöver musikskapandet har Marta Rius även arbetat med barnteater och som illustratör.
Hösten 2022 kom det tredje albumet med gruppen La Marta Rius – Set. På albumet – vars katalanska titel kan betyda 'Sju' eller 'Törstig' – finns sju listade låtar.

## Diskografi (musikalbum)

### Som La Marta Rius
- 2013 – No en deixis caure (Rosalita Records/egenutgiven)
- 2020 – Ànima salvatge (U98 Music)[6]
- 2022 – Set (egenutgiven)

### Övrigt
- 2013 – Noves dones i cançons (Enderrock Discos; samlingsskiva)[13]